# بارا مانسا
بارا مانسا هي بلدية في البرازيل، تتبع ريو دي جانيرو، بلغ عدد سكانها 170٬753  نسمة، في 2000، تبلغ مساحتها 547٫441 كيلومتر مربع، رمزها البريدي هو 27310-000 até 27313-480.

## الموقع
تشترك في الحدود مع:
- Bananal, São Paulo [الإنجليزية]‏.

## أعلام
- فلافيو دي كارفاليو
- هيبرت سيلفا سانتوس
- ألان كارديك
- فالدير دا سيلفا فيتالي
- برونو مارتيني